# ایی نائوماسا
ای نائوماسا (井伊 直政، ۴ مارس ۱۵۶۱–۲۴ مارس ۱۶۰۲) یک ژنرال در دوره سنگوکو دایمیو، و بعداً شوگون، توکوگاوا ایه‌یاسو بود. او به همراه هوندا تاداکاتسو، ساکاکی‌بارا یاسوماسا و ساکای تاداتسوگو به عنوان یکی از چهار نگهبان توکوگاوا در نظر گرفته می‌شود. او پس از مرگ مادر رضاعی خود، ای نائوتورا، این خاندان را رهبری کرد. او با توبای این، دختر ماتسودایرا یاسوچیکا و دختر خوانده توکوگاوا ایه‌یاسو ازدواج کرد.

## اوایل زندگی
ای نائوماسا در روستای هودا در استان توتومی به دنیا آمد. نام دوران کودکی او توراماتسو (虎松) بعداً مانچیو (万千代) بود. خانواده او، مانند توکوگاوا، در ابتدا نگهبانان خاندان ایماگاوا بودند، اما پس از مرگ رهبر این خاندان، ایماگاوا یوشیموتو، در نبرد اوکه‌هازاما (۱۵۶۰)، سردرگمی و هرج و مرج عمومی به وجود آمد. پدر نائوماسا، ای نائوچیکا، توسط جانشین پارانوئید یوشیموتو، ایماگاوا اوجیزانه، به دروغ به خیانت محکوم شد و متعاقباً کشته شد.
نائوماسا که در آن زمان کودکی بسیار کوچک بود، شخصاً خوش شانس بود که از سرنوشت پدرش فرار کرد. پس از مشکلات فراوان، ای نائوتورا جانشین خاندان ایی شد و به عنوان ملازم نائوماسا  عمل کرد. او نائوماسا را به فرزندی پذیرفت تا بعداً جانشین او شود. هنگامی که ای نائوتورا پس از ملاقات با توکوگاوا ایه‌یاسو در هاماماتسو، شروع به کار با توکوگاوا ایه‌یاسو کرد، نائوماسا را تحت مراقبت او فرستاد.

## خدمات تحت ایه‌یاسو
ای نائوماسا در اواسط دهه ۱۵۷۰ به صفوف خاندان توکوگاوا پیوست و به سرعت در رتبه‌ها ارتقا یافت تا در نهایت پس از نبرد سکیگاهارا (1600) استاد یک هلدینگ قابل توجه در استان اومی شد.[۱] عنوان دربار او هیوبو-دایو بود.

نائوماسا در محاصره تاکاتنجین (۱۵۸۱) و به خاطر کشتن نینجاهایی که مخفیانه وارد اتاق خواب ایه‌یاسو شده بود، خدمت نظامی را در برابر خاندان تاکدا انجام داد.
نائوماسا به دنبال مرگ اودا نوبوناگا در حادثه هونوجی (۱۵۸۲) از ساکای، جایی که در آنجا اقامت داشت، با عبور از استان ایگا به میکاوا بازگشت.
نائوماسا در ابتدا در نبرد ناگاکوته (۱۵۸۴)، با فرماندهی حدود سه هزار تفنگدار با تمایز و شکست نیروهای تحت رهبری ایکدا سونئوکی، توجه عمومی را به خود جلب کرد. در این نبرد، نائوماسا چنان شجاعانه جنگید که ستایش تویوتومی هیده‌یوشی را که در طرف مقابل قرار داشت، برانگیخت. پس از نبرد، مادر هیده یوشی فرستاده شد تا در اسارت نائوماسا بماند و اتحاد بین توکوگاوا و تویوتومی را تقویت کند.
پس از اینکه نائوماسا با شکستن دیوارهای قلعه و کمک به تسلیم شدن خاندان هوجو، در طی محاصره اوداوارا (۱۵۹۰) به پیروزی رسید، به او قلعه مینووا در کوزوکه و ۱۲۰۰۰۰ کوکو داده شد که بیشترین مقدار زمین متعلق به هر یک از افراد نگهدارنده‌های توکوگاوا بود.
بهترین ساعت نائوماسا در نبرد سکیگاهارا بود، جایی که واحد او از ژنرال‌های دیگر مانند فوکوشیما ماسانوری پیشی گرفت و «اولین خون» آن نبرد را کشید. با این حال، هنگامی که درگیری رو به پایان بود، نائوماسا در تلاش برای جلوگیری از فرار شیمازو یوشیهیرو مورد اصابت گلوله قرار گرفت و زخمی شد، زخمی که او هرگز به‌طور کامل از آن بهبود نمی‌یافت. این زخم همچنین از دخالت شخصی او در سرکوب آخرین بقایای جناح ضد توکوگاوا در ماه‌های آینده جلوگیری کرد. طبق افسانه، مردان خود نائوماسا آنقدر از او می‌ترسیدند که وقتی در سکیگاهارا به شدت مجروح شد، حتی یک نفر از آنها مرتکب سپپوکو نشد، عمل کشتار ناموسی برای جلوگیری از افتادن یک سامورایی به دست دشمن. ترس از تلافی به این ترتیب، نائوماسا توانست آرامش خود را بازیابد و با جان خود فرار کند.
واحدهایی که نائوماسا در میدان نبرد فرماندهی می‌کرد، به‌خاطر اینکه تقریباً به‌طور کامل به زره قرمز رنگ برای تأثیر روانی مجهز بودند، قابل توجه بودند، تاکتیکی که او از یاماگاتا ماساکاگه، یکی از ژنرال‌های تاکدا شینگن اتخاذ کرد. به این ترتیب، واحد او به عنوان "شیاطین سرخ ای" شناخته شد، نام مستعاری که او مشترک بود. همچنین شایعه شده‌است، اگرچه هرگز تأیید نشده‌است، که نائوماسا گاهی در نبرد، از جمله در نبرد سکیگاهارا، "نقاب میمون" می‌پوشد.

## مرگ
مرگ زودرس ای نائوماسا در سال ۱۶۰۲ به‌طور گسترده به دلیل زخمی که در نبرد سکیگاهارا دریافت کرد، مقصر شناخته شد. نائوماسا بسیار مورد توجه توکوگاوا ایه‌یاسو بود، بنابراین جای تعجب نیست که پسرانش نائوتسوگو و نائوتاکا در خدمت و عنوان او جانشین او شدند. با این حال، نائوتسوگو با امتناع از شرکت در کمپین او برای کاهش پایگاه خاندان تویوتومی در اوزاکا، ایه‌یاسو را عصبانی کرد. با این وجود، Ii در طول دوره ادو در سیاست ژاپن تأثیرگذار باقی ماند.

## میراث
در تئاتر و سایر آثار معاصر، نائوماسا اغلب به عنوان مخالف ژنرال بزرگ دیگر ایه‌یاسو، هوندا تاداکاتسو، شناخته می‌شود. در حالی که هر دو از جنگجویان سرسخت توکوگاوا بودند، تاداکاتسو از نبردهای بی‌شماری بدون آسیب جان سالم به در برد، در حالی که نائوماسا اغلب به‌عنوان تحمل زخم‌های جنگی زیادی به تصویر کشیده می‌شود، اما با وجود این زخم‌ها باز می‌جنگد.
مجموعه زره‌های نائوماسا همگی در قلعه هیکونه نگهداری می‌شوند و برای مشاهده قابل دسترسی هستند.

## خانواده
- مادر رضاعی: ای نائوتورا
- پدر: ای نائوچیکا
- مادر: اوکویاما هیو (مرگ. ۱۵۸۵)
- همسر: توبای-این